# Sandrine Champion
Pour les articles homonymes, voir Champion.
Sandrine Champion (née le 29 août 1980 à Saint-Quentin) est une athlète française, spécialiste du saut en hauteur.

## Biographie
Elle remporte deux titres de championne de France du saut en hauteur : un en salle en 2008 et un en plein air en 2015. 
En 2009, elle remporte la médaille d'or des Jeux de la Francophonie, à Beyrouth, avec un saut à 1,84 m.
Son record personnel, établi en 2009 à Angers, est de 1,86 m.

## Palmarès
- Championnats de France d'athlétisme :
  - vainqueur du saut en hauteur en 2015 ; 2e en 2009 et 2013 ; 3e en 2010 et 2011.
- Championnats de France d'athlétisme en salle :
  - vainqueur du saut en hauteur en 2008

## Records
| Épreuve         | Performance | Lieu   | Date            |
| --------------- | ----------- | ------ | --------------- |
| Saut en hauteur | 1,86 m      | Angers | 25 juillet 2009 |